# Festival international du film de femmes de Salé 2014
La huitième édition du FIFFS, qui s'est tenue du 22 au 27 septembre 2014, a notamment :
- mis à l'honneur le cinéma libanais ;
- rendu hommage à Naomi Kawase (réalisatrice japonaise), Wafaa Amer (actrice égyptienne), Khadija Alami (réalisatrice marocaine) et Zahia Zahiri (comédienne marocaine)

## Jury
- Aïcha Belarbi ( Maroc), présidente.
- Saïda Baâdi ( Maroc).
- Sarah Bouyain ( Burkina Faso).
- Dina Iordanova (en) ( Bulgarie).
- Ghada Adel (ar) ( Égypte).
- Karine Blanc ( France).
- Penny Panayotopoulou ( Grèce).

## Films sélectionnés
Douze longs-métrages des cinq continents ont été sélectionnés pour la 8e édition du Festival international du film de femmes de Salé dont quatre ont été présentés au Festival de Cannes 2014, deux à la Berlinale 2014 et un a été candidat à l'Oscar du meilleur film en langue étrangère.
| Titre               | Réalisation        | Pays         | Distribution                                             |
| ------------------- | ------------------ | ------------ | -------------------------------------------------------- |
| Les Feuilles mortes | Younes Reggab      | Maroc        | Rabie Kati (ar)                                          |
| A Girl at My Door   | July Jung          | Corée du Sud | Bae Doona, Kim Sae-ron, Song Sae-byeok (en)              |
| 40 Days of Silence  | Saodat Ismailova   | Ouzbékistan  | Barohad Shukurova, Rushana Sadikova, Saodat Rahminova    |
| Mateo (en)          | Maria Gamboa       | Colombie     | Carlos Hernández, Felipe Botero, Samuel Lazcano          |
| Des étoiles         | Dyana Gaye         | Sénégal      | Ralph Amoussou, Marième Demba Ly, Souleymane Seye Ndiaye |
| Qui vive            | Marianne Tardieu   | France       | Reda Kateb, Adèle Exarchopoulos, Serge Renko             |
| Refugiado           | Diego Lerman       | Argentine    | Julieta Díaz, Sebastián Molinaro, Marta Lubos            |
| Macondo             | Sudabeh Mortezai   | Autriche     | Ramasan Minkailov, Aslan Elbiev, Kheda Gazieva           |
| Le Challat de Tunis | Kaouther Ben Hania | Tunisie      | Kaouther Ben Hania, Jallel Dridi, Moufida Dridi          |
| La herida           | Fernando Franco    | Espagne      | Marian Álvarez, Rosana Pastor, Manolo Solo               |
| Factory Girl        | Mohamed Khan       | Égypte       | Yasmin Raes, Hany Adel, Salwa Khattab                    |
| I Am Yours          | Iram Haq           | Norvège      | Amrita Acharia, Ola Rapace, Prince Singh                 |

## Palmarès
| Prix                               | Attribué à                                | Pays         |
| ---------------------------------- | ----------------------------------------- | ------------ |
| Grand Prix                         | Refugiado de Diego Lerman                 | Argentine    |
| Prix du Jury                       | 40 Days of Silence de Saodat Ismailova    | Ouzbékistan  |
| Prix du scénario                   | Factory Girl de Mohamed Khan              | Égypte       |
| Prix de l’interprétation Féminine  | Amrita Acharia, dans I Am Yours           | Norvège      |
| Prix de l’Interprétation Masculine | Ramasan Minkailov, dans Macondo           | Autriche     |
| Mentions spéciales                 | Le Challat de Tunis de Kaouther Ben Hania | Tunisie      |
| Mentions spéciales                 | A Girl at My Door de July Jung            | Corée du Sud |